# Максима-Горьковский сельский совет (Бериславский район)
Максима-Горьковский сельский совет (укр. Максимо-Горьківська сільська рада) — входит в состав
Бериславского района
Херсонской области
Украины.
Административный центр сельского совета находится в 
с. Максима Горького
.

## Населённые пункты совета
- с. Максима Горького
- с. Кошара
- с. Степное